# Ruská opera

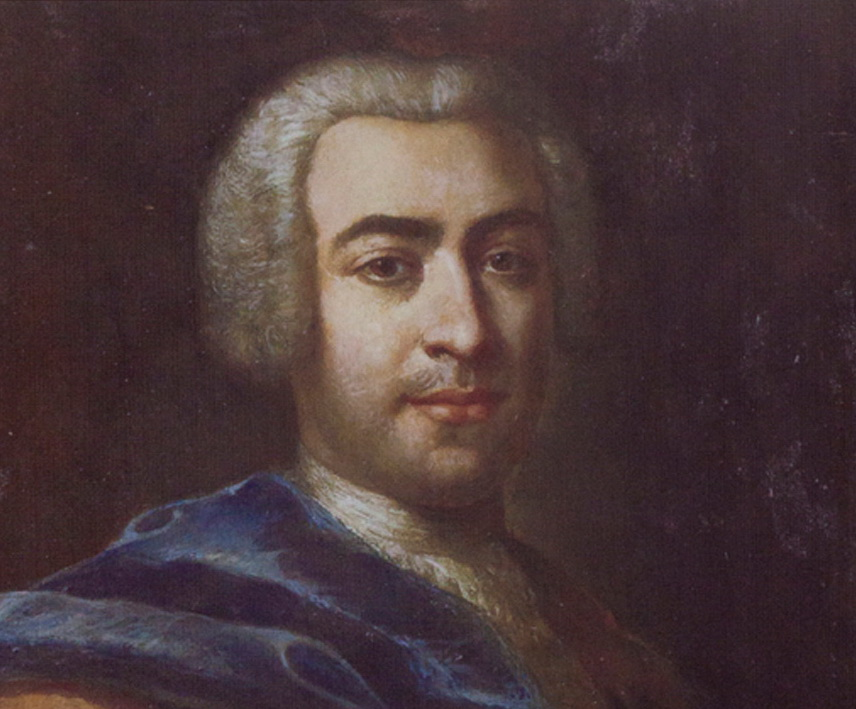
Francesco Domenico Araja, italský skladatel první ruské opery

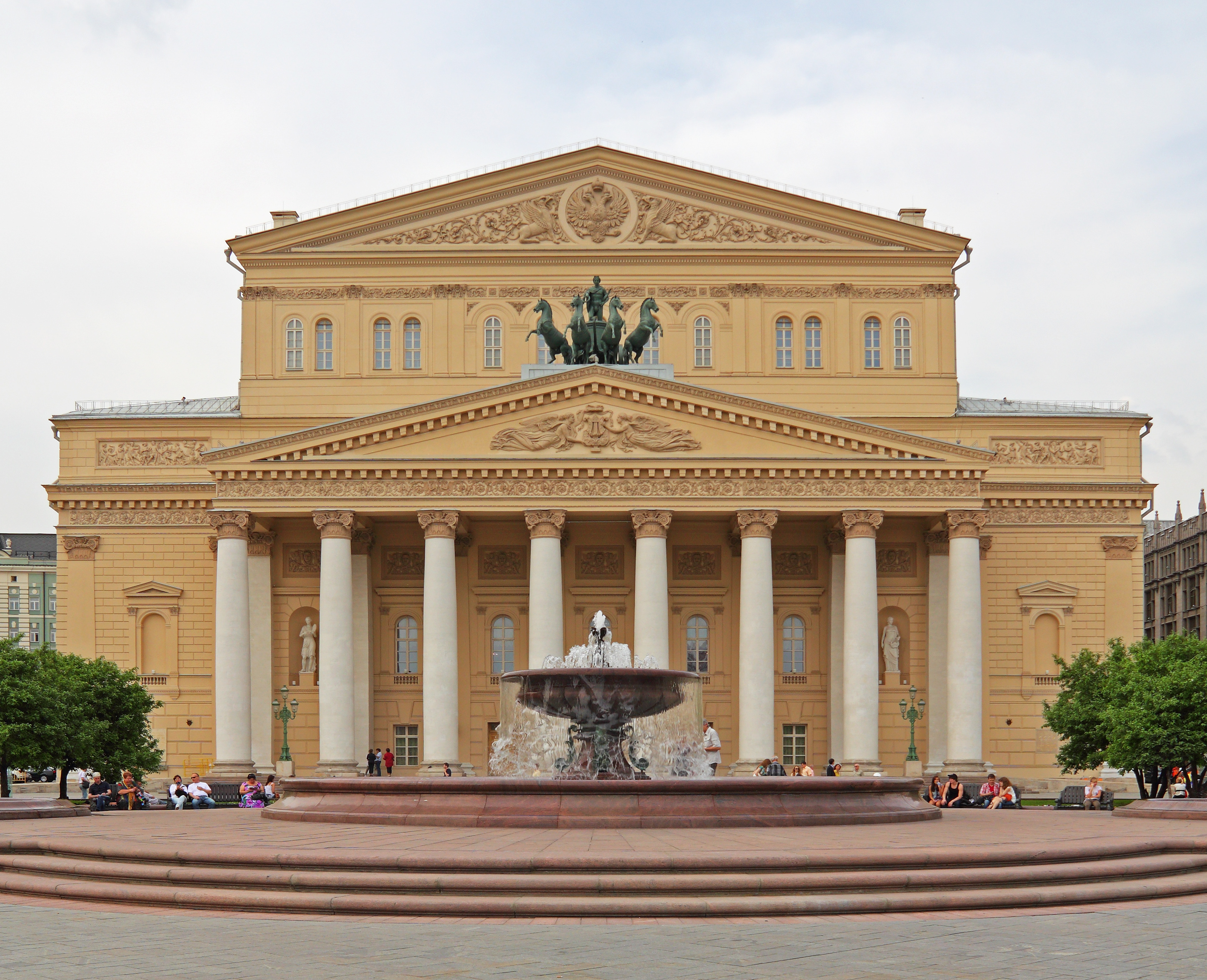
Velké divadlo (Большой театр) v Moskvě

Ruská opera, či přesněji opera v Rusku je umělecký a kulturní fenomén ruské hudby, který prošel třísetletým obdobím vývoje. Jsou zde uvedena, jak díla ruských i neruských skladatelů vytvořených a uvedených na území Ruska, respektive Sovětského svazu, v ruštině i jiných jazycích, tak i opery ruských autorů vytvořených či uvedených v zahraničí.

## Opera 18. století
Opera se v Rusku objevila poprvé v 18. století. Její počátky úzce souvisel s příchodem italského divadelního souboru v době panování Anny Ivanovny. První představení se konalo 29. ledna 1736, hrála se opera Síla lásky a nenávisti (Сила любви и ненависти), kdy zhudebnil Ital Francesco Domenico Araja libreto v ruském překladu V. K. Trediakovského). Později se u carského dvora objevil také francouzský operní soubor a v této době veliké poptávky po opeře, začaly vznikat soukromé operní scény. Nezřídka tak v jediném městě vedle sebe fungovalo několik oper: italská, ruská, německá. Za panovnic Anny Ivanovny, Alžběty Petrovny a Kateřiny II. se v operních vystoupeních objevovali také zpěváci Dvorní pěvecké kapely, kteří do té doby provozovali pouze duchovní zpěv.
První opera na původní ruský text básníka A. P. Sumarokova Kefalos a Prokris (Цефал и Прокрис) byla uvedena na petrohradské scéně 27. února 1755 (hudba Francesco Araja). V operních představeních u dvora v sólových a hereckých rolích vystupovali také mladí ruští hudebníci, jako například budoucí významní skladatelé Maxim Sozontovič Berezovskij či Dmitrij Bortňanskij. Nezřídka zde na jevišti vedle profesionálů zpívali árie vážení dvořané, amatérští hudebníci, kterým se říkalo "diletanti". Z komické opery v Rusku se posléze vyvinulo také komické divadlo a vaudeville.
Nejpodrobnější svědectví o počátcích opery v Rusku 18. století ve svých zápiscích podává člen akademie Jacob von Staehlin ("Известия о музыке в России").

## Opera počátku 19. století
Největšími operními skladateli byli:
- Alexej Nikolajevič Verstovskij
- Katerino Albertovič Kavos
- Alexandr Alexandrovič Aljabjev

## Opera od Glinky po druhou dekádu 20. století
V době velké vlastenecké války (1941–1945) vznikla opera Sergeje Prokofjeva Vojna a mír.
Žák Dmitrije Šostakoviče Venjamin Flejšman v letech 1939–1941 napsal operu Rothschildovy housle, kterou jeho učitel velmi ocenil. Poté, co Flejšman zahynul na frontě, dokončil operu sám Dmitrij Šostakovič. Opera byla poté uvedena v roce 1968.
Po uvedení opery Vana Muradeliho Velké přátelství („Великая дружба“) v září 1947 bylo vydáno prohlášení politbyra ÚV KSSS, otištěné 10. února 1948 v deníku Pravda o nemorálnosti a lživosti této opery. Prohlášení ve výsledku vedlo k určitému zjednodušení jazyka a formy většiny operní tvorby té doby.
Mezi nejvýznamnější počiny sovětské opery poválečné doby, které byly inscenovány, patří Prokofjevova opera "Příběh skutečného člověka" z roku 1948, či "Zkrocení zlé ženy" (1957) Vissariona Šebalinа. Jiné operní partitury v době socialismu nebyly z různých důvodů realizovány, jako např. opera M. S. Vajnbergа Cestující (Пассажирка).
Velký význam pro rozvoj soudobé opery (zejména komorní) měla činnost moskevského Komorního divadla pod vedením B. A. Pokrovského (nastudování oper A. V. Čajkovského, K. V. Molčanova, A. N. Cholminova, G. S. Sedělnikova, L. A. Děsjatnikova, V. A. Koběkina, M. S. Vajnbergа). V této době se rozvíjí také žánr monoopery (skladby J. M. Bucka, G. S. Fridа, M. L. Tarivěrdijeva).

### Skladatelé
Největšími operními skladateli byli:
- Michail Ivanovič Glinka
- Alexandr Sergejevič Dargomyžskij
- Anton Grigorjevič Rubinštejn
- Alexandr Nikolajevič Sěrov
- Alexandr Porfirjevič Borodin
- Modest Petrovič Musorgskij
- César Antonovič Kjui
- Nikolaj Andrejevič Rimskij-Korsakov
- Eduard Nápravník
- Petr Iljič Čajkovskij
- Anton Stěpanovič Arenskij
- Sergej Ivanovič Tanějev
- Michail Michajlovič Ippolitov-Ivanov
- Vladimir Ivanovič Rebikov
- Alexandr Tichonovič Grečaninov
- Sergej Vasiljevič Rachmaninov
- Igor Fjodorovič Stravinskij

## Tvorba skladatelů vemigraci (20.-40. léta 20. století)
Největšími autory byli:
- Igor Fjodorovič Stravinskij
- Sergej Sergejevič Prokofjev
- Nikolaj Nikolajevič Čerepnin
- Alexandr Nikolajevič Čerepnin
- Alexandr Tichonovič Grečaninov

## Opera vsovětských dobách

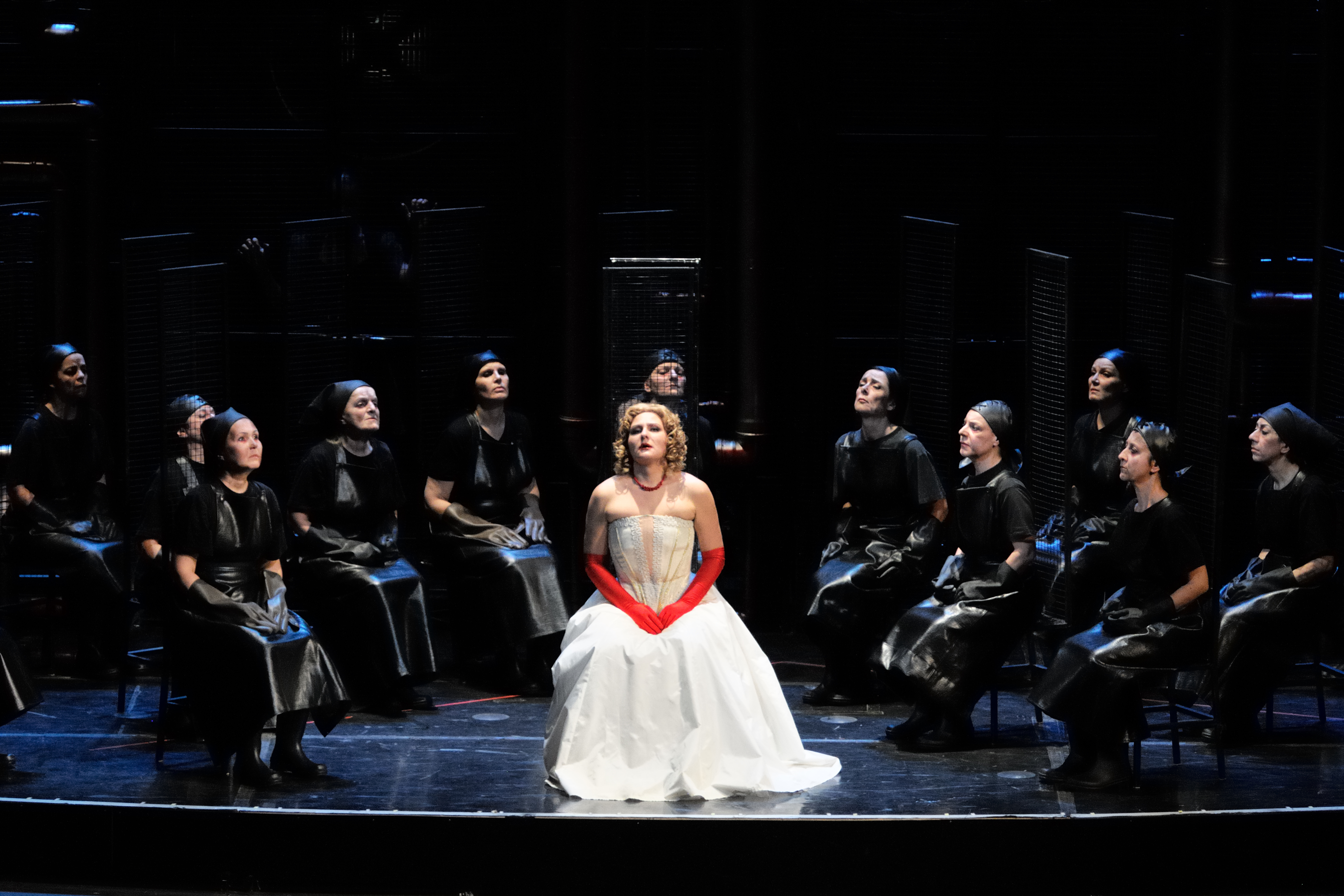
Scéna z opery Lady Macbeth Mcenského újezdu Dmitrije Šostakoviče, Teatro comunale Bologna, 2014

Novátorem na poli opery v Sovětském svazu byl Dmitrij Šostakovič. Jeho opera Nos na námět povídky N. V. Gogola měla charakter grotesky. Avšak jeho druhá opera Lady Macbeth Mcenského újezdu (napsaná v letech 1930–1932, byla uvedena v Leningradě v roce 1934) na motivy stejnojmenné povídky N. S. Leskovа, zpočátku přijatá s nadšením a hrála se jednu a půl sezóny, byla náhle ztrhána oficiálním sovětským tiskem (proslavil se zejména článek Zmatek místo hudby / Сумбур вместо музыки v deníku "Pravda" z 28. ledna 1936), a poté byla stažena z repertoáru. Žádná z dalších plánovaných oper skladatele již nebyl v plné míře realizován.
Pod vlivem západního vzoru se v Sovětském svazu objevil nový žánr rockové opery (autoři A. B. Žurbin, V. I. Martynov, A. L. Rybnikov).

### Skladatelé sovětské éry
Největšími operními skladateli sovětské éry byli:
- Sergej Sergejevič Prokofjev
- Vissarion Jakovlevič Šebalin
- Jurij Alexandrovič Šaporin
- Tichon Nikolajevič Chrennikov
- Ivan Ivanovič Dzeržinskij
- Alexandr Vasiljevič Mosolov
- Dmitrij Šostakovič
- Moisej Samuilovič Vajnberg
- Venjamin Josifovič Flejšman
- Dmitrij Borisovič Kabalevskij
- Rodion Konstantinovič Ščedrin
- Alfred Garrijevič Schnittke
- Sergej Michajlovič Slonimskij
- Alexandr Nikolajevič Cholminov
- Boris Ivanovič Tiščenko
- Nikolaj Nikolajevič Karetnikov
- Nikolaj Nikolajevič Sidělnikov
- Grigorij Samuilovič Frid
- Andrej Pavlovič Petrov
- Alexandr Aronovič Knaifel
- Jurij Markovič Bucko
- Edison Vasiljevič Denisov
- Alexandr Vladimirovič Čajkovskij

## Opera na konci 20. a počátku 21. století

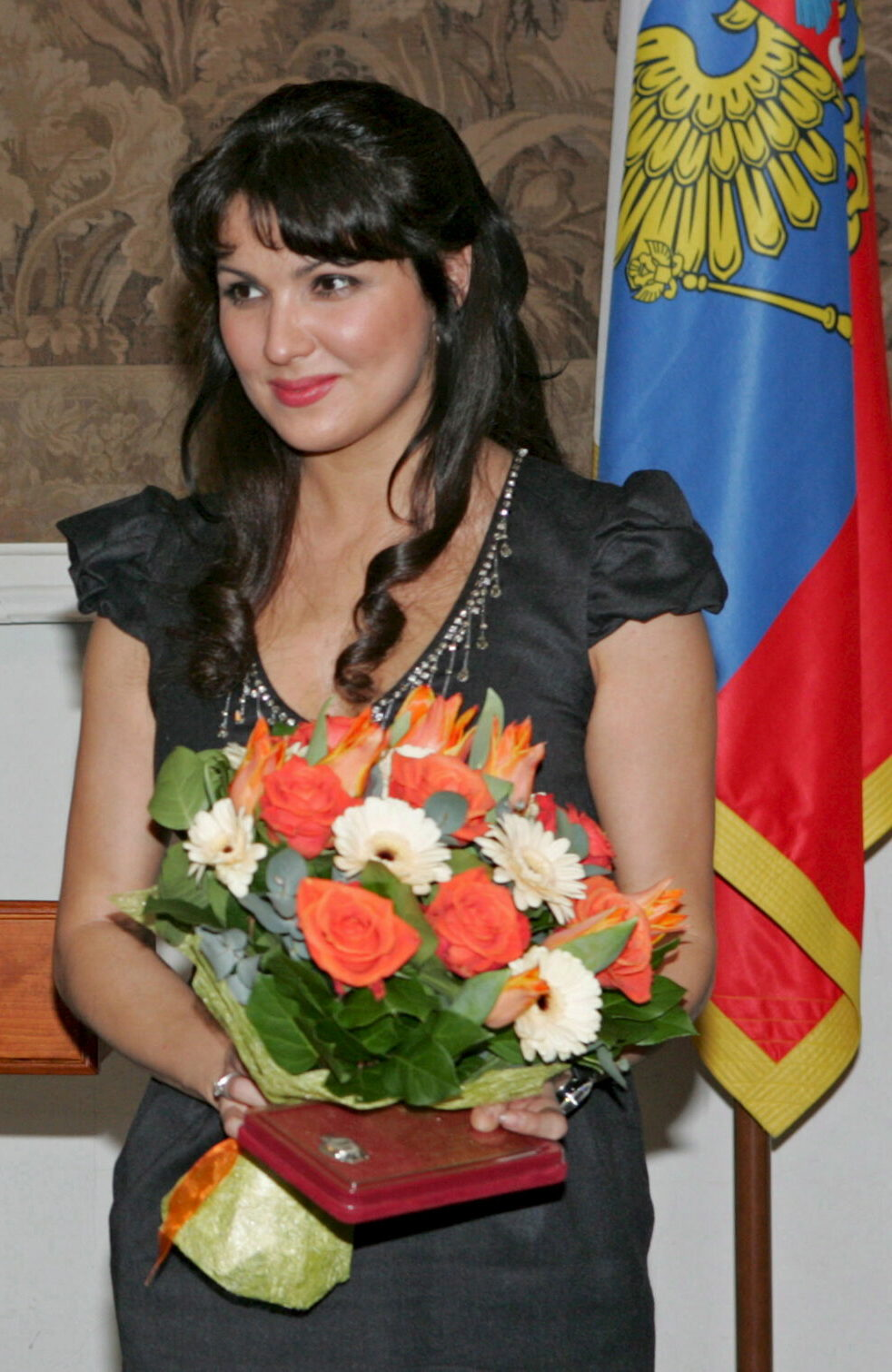
Ruská sopranistka Anna Netrebko, rok 2008

Po rozpadu Sovětského svazu se soudobá operní tvorba na nějakou dobu zcela vytratila z programů ruských divadel. Navíc společně s tím někteří skladatelé po otevření Železné opony využili nových možností uvádět své opery v zahraničí. Takto se v Evropě a USA odehrály premiéry oper Rodiona Ščedrinа, A. G. Schnittkeho, V. G. Tarnopolského, či V. I. Martynovа.
Na konci 90. let 20. století se o uvádění soudobých oper snažilo mnoho slavných divadel v Rusku: Mariinské, Velké divadlo, Permské, Samarské. Pozitivní odezvu v tisku i u ruského publika měla například opery autorů S. M. Slonimského, R. K. Ščedrinа, L. A. Děsjatnikovа, V. A. Koběkinа, A. V. Čajkovského ad.
Zajímavou z hlediska formy je opera R. K. Ščedrinа Zakletý poutník (Очарованный странник, která má podtitul opera pro koncertní provedení a svým žánrem se blíží kantátě či oratoriu.